# خطوط بلاشكو
خُطوطُ بلاشكو (بالإنجليزية: Blaschko's lines) هي خطوط نمو الخلايا الطبيعية في الجلد. سميت على اسم ألفريد بلاشكو. تكون هذه الخطوط غير مرئية في ظل الظروف العادية. تصبح واضحة عندما تظهر بعض أمراض الجلد أو الغشاء المخاطي وفقًا لهذه الأنماط. تتبع هذا الخطوط شكل "V" على الظهر، وشكل "S" على الصدر والجانبين، والأشكال المتموجة على الرأس.
يعتقد أن هذه الخطوط تدل عل طريق هجرة الخلايا الجنينية. المشارب هي نوع من الفسيفساء الجينية. لا تتوافق هذه الخطوط مع الجهاز العصبي أو العضلي أو اللمفاوي.  يمكن ملاحظتها في الحيوانات الأخرى مثل القطط والكلاب.

## الاكتشاف
يُنسب الفضل إلى عالم الأمراض الجلدية الألماني ألفريد بلاشكو في العرض الأول لهذه الخطوط في عام 1901.

## الظهور

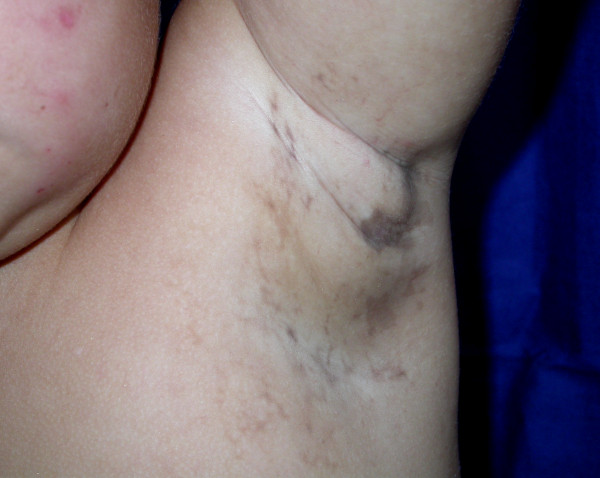
تشكل مرض سلس الصباغ على طول خطوط بلاشكو^{[3]}عند فتاة تبلغ من العمر 3 سنوات.

تتنوع آفات الجلد التي تتبع خطوط بلاشكو. وهي تشمل الحالات الوراثية، الخلقية والمكتسبة (أي غير الوراثية). الأمثلة تشمل:
1. اضطرابات تصبغية:[8] - سلس الصباغ المنقص التلون، وحمة، وَحْمَةٌ زُهْمِيَّة[9]
2. اضراب وراثي مرتبط بX: سلس الصباغ، متلازمة CHILD، متلازمة XPLDR
3. خيمر
4. الطفح الجلدي الملتهب المكتسب:

- ذئبة حمامية
- حزاز مسطح
- حَزازٌ مُخطَّط

## روابط خارجية
- "Blaschko's lines". www.pcds.org.uk. مؤرشف من الأصل في 2019-05-26.
- البشر لديهم المشارب نسخة محفوظة 3 ديسمبر 2015 على موقع واي باك مشين.
- صورة لخطوط Blaschko
- الرسوم التوضيحية لأنماط مختلفة من الفسيفساء الجلدية
- فهم الوراثة - اسأل عالم الوراثة
- وصف خطوط بلاشكو